# مارلون جاكسون
مارلون جاكسون (بالإنجليزية: Marlon Jackson)‏ (6 ديسمبر 1990 ببرستل في المملكة المتحدة - ) هو لاعب كرة قدم بريطاني في مركز الهجوم. لعب مع نادي بريستول سيتي ونادي بوري ونادي ترانمير روفرز لكرة القدم ونادي نورثامبتون تاون ونادي هيرفورد وتيلفورد يونايتد ولينكولن سيتي أف سي ونادي ألدرشوت تاون ونادي تشيلتنهام تاون لكرة القدم وأكسفورد سيتي وإف سي هاليفاكس تاون.

## وصلات خارجية
- مارلون جاكسون على موقع قاعدة بيانات كرة القدم.إي يو (الإنجليزية)
- مارلون جاكسون على موقع Soccerbase.com (لاعب) (الإنجليزية)
- مارلون جاكسون على موقع Soccerway.com (الإنجليزية)